# Gaspard Monge
Gaspard Monge, Comte de Péluse (Beaune, Côte-d'Or, 9. svibnja 1746. — Pariz, 28. srpnja 1818.), bio je francuski matematičar i tvorac nacrtne (deskriptivne) geometrije. 
Monge je bio profesor u Mézièresu 1768. i u Parizu od 1780. Jedno vrijeme radio je na oba sveučilišta ali od 1873. radi samo u Parizu. Monge se s oduševljenjem priklonio 
revoluciji i kasnije je bio suradnik Napoleona Bonaparte, kojeg je slijedio u Egipat. Obnašao je dužnost ministra pomorstva. Profesor na École normale postao je 1795., a kasnije je postao profesor na École polytechnique. Poslije Napoleonovog pada, živio je povučeno jer je bio pao u nemilost.
Među Mongeovim matematičkim radovima treba napomenuti njegovu Géométrie descriptive (1800.), rad u kojem je stvorio novu granu matematike, nacrtnu geometriju. Razvojem ove geometrije ne samo da je Monge postigao važne rezultate za matematiku, već je kreirao i metode, kroz koje je geometrija postala neovisna od matematičke analize i na taj način je uzela posebno mjesto u znanosti, upotrebljavajući Descartesov analitički pristup kao početnu točku.
Njegovo ime nalazi se na popisu 72 znanstvenika ugraviranih na Eifellovom tornju. Na dvijestogodišnjicu Francuske revolucije njegovi posmrtni ostaci preneseni su u Panteon.